# Laboratoires Bell
Pour les articles homonymes, voir Bell.
Nokia Bell Labs — Bell Telephone Laboratories ou AT&T Bell Laboratories —, plus connus sous l'appellation de Bell Labs, ou Les Bell Labs), furent fondés en 1925 et implantés à Murray Hill dans l'État américain du New Jersey, servant de réservoir d'innovations au géant américain du téléphone AT&T. En 2009, ils font partie du centre de recherche et développement d'Alcatel-Lucent racheté en 2016 par Nokia.
Les Laboratoires Bell ont déposé jusqu'en 2012 plus de 29 000 brevets. Les recherches menées par les Laboratoires Bell ont pris une importance capitale dans des domaines tels que les télécommunications (réseau téléphonique, transmission télévisuelle, communications satellite, etc.) et l'informatique (Unix, C et C++, etc.). Ce sont des Laboratoires Bell que proviennent aussi le transistor, la cellule photovoltaïque, le laser et le développement des communications par fibre optique.

## Historique

### Antécédents

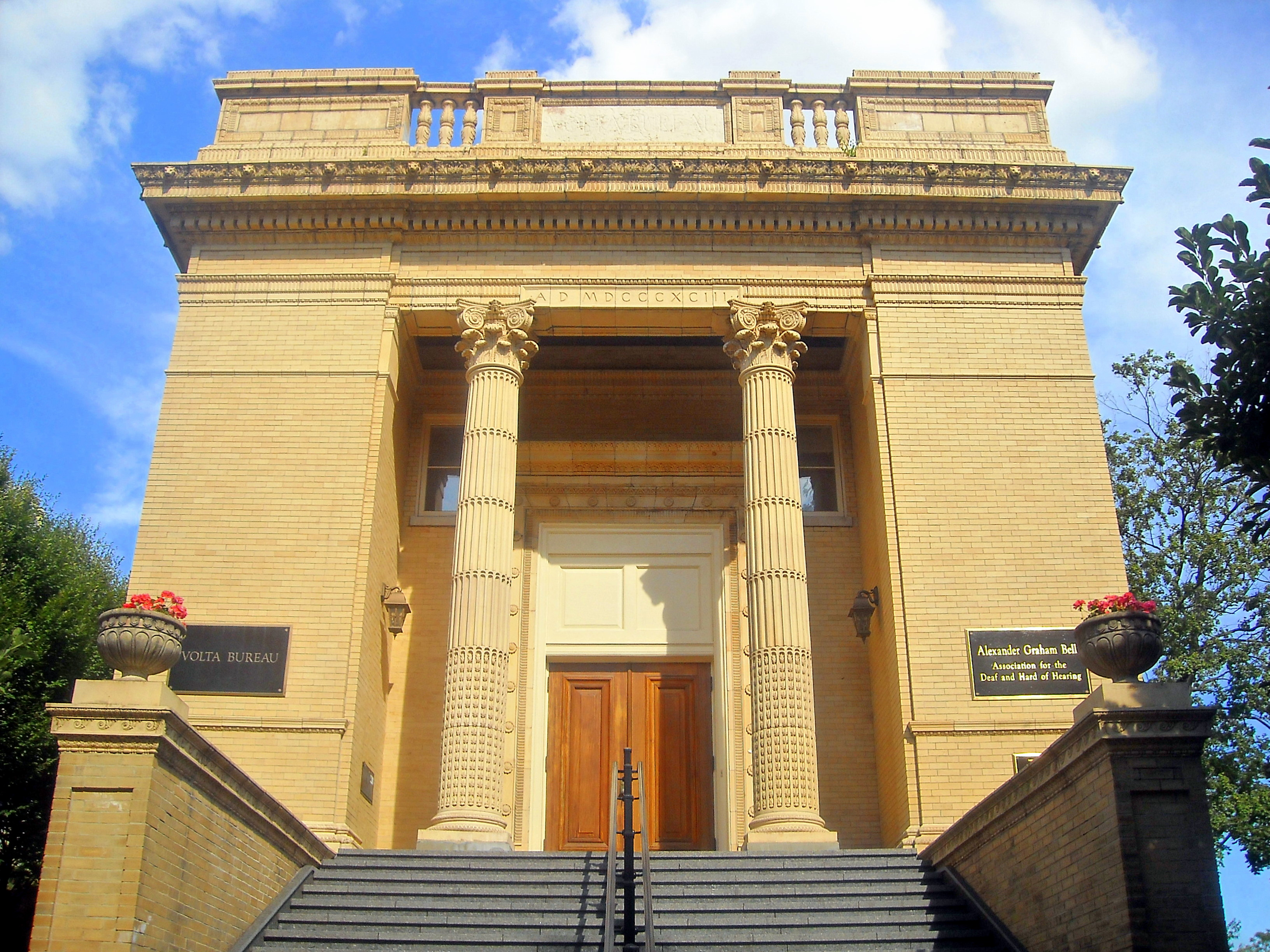
Le pavillon Volta de Bell à Washington, D.C. (1893).

Le Laboratoire A. G. Bell, également connu sous le nom de Volta Bureau est créé à Washington à la demande d'Alexander Graham Bell. En 1880, le gouvernement français avait décerné le prix Volta, doté de 50 000 francs-or, à Bell pour l’invention du téléphone. Celui-ci les employa à la construction du laboratoire Volta. Ses collaborateurs, Charles Sumner Tainter et Chichester Bell (en), s'y consacraient à l'analyse sonore, à l'enregistrement et à la retransmission du son. Bell réinvestit une part considérable du produit de ces recherches à l'éducation ainsi qu'à la reconnaissance du handicap de surdité. En 1884, l’American Bell Telephone Company créa un département de mécanique à partir du département de l'électricité et des brevets, formé un an plus tôt,.
Le Laboratoire Volta et le Bureau Volta occupaient d'abord la maison familiale d'Alexander Melville Bell, son père, au no 1527 de la 35th Street à Washington, dont l'écurie fut reconvertie en quartier-général en 1889. En 1893, Bell construisit un nouvel immeuble (non loin de là, au no 1537) pour y installer spécifiquement le laboratoire : cet immeuble a été classé Monument historique en 1972,,.

### Organisation
En 1925, les Laboratoires de recherche de Western Electric furent regroupés avec une partie du service d'ingénierie d’AT&T pour former Bell Telephone Laboratories, Inc., en tant qu’entité distincte. Le premier président de la recherche en fut Frank B. Jewett, qui demeura à ce poste jusqu'en 1940. Bell Laboratories était détenu à parts égales par AT&T et Western Electric Company. Sa principale mission consistait à concevoir et réparer les matériels fabriqués par Western Electric pour les compagnies d'exploitation de Bell System, y compris les commutateurs téléphoniques. L'assistance aux compagnies téléphoniques allait jusqu'à l'édition des Bell System Practices (BSP), une collection complète de manuels techniques. Bell Labs agissait également comme bureau d'études, obtenant l'adjudication de contrats fédéraux, comme le Projet Nike et le programme Apollo. Quelques collaborateurs étaient affectés à la recherche fondamentale, ce qui n'était pas ordinaire, d'autant que plusieurs prix Nobel furent issus de cette pépinière.

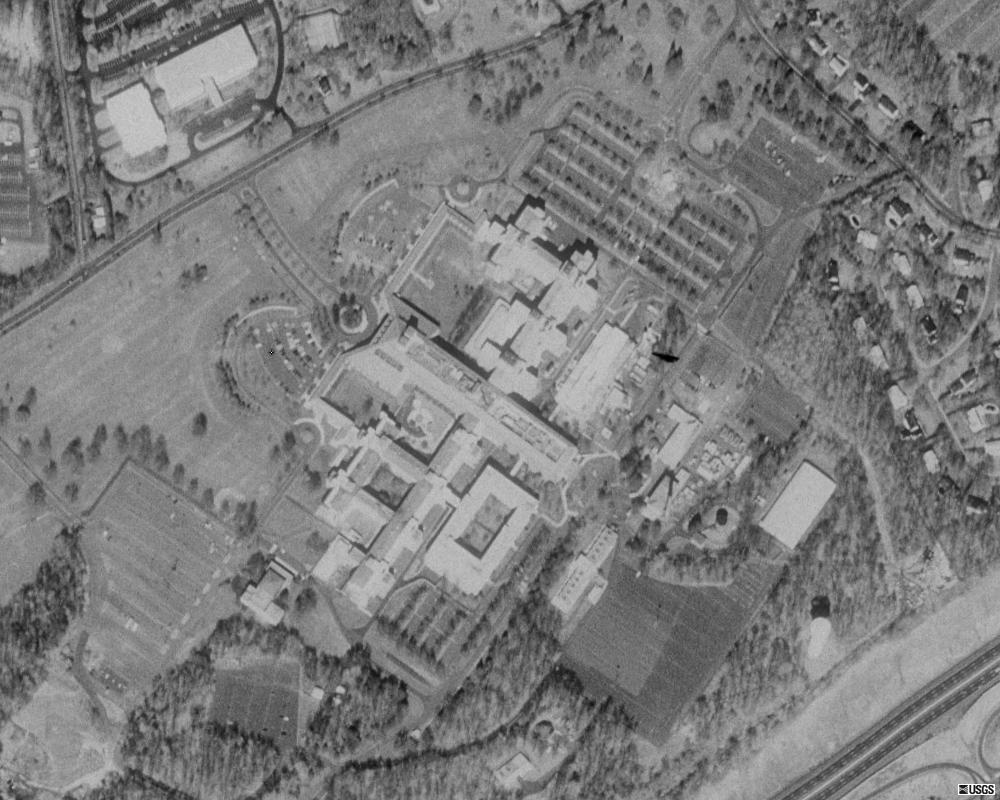
Site des Laboratoires Bell à Murray Hill.

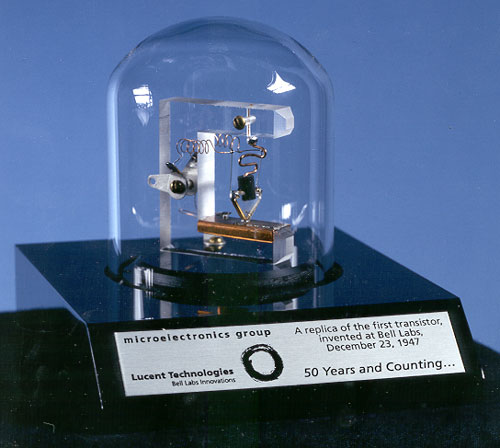
Premier transistor, Laboratoires Bell, 1947.

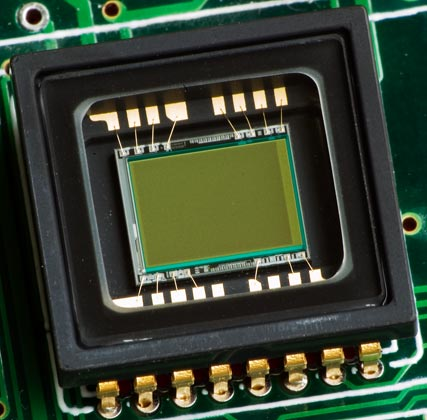
Capteur CCD, Laboratoires Bell.

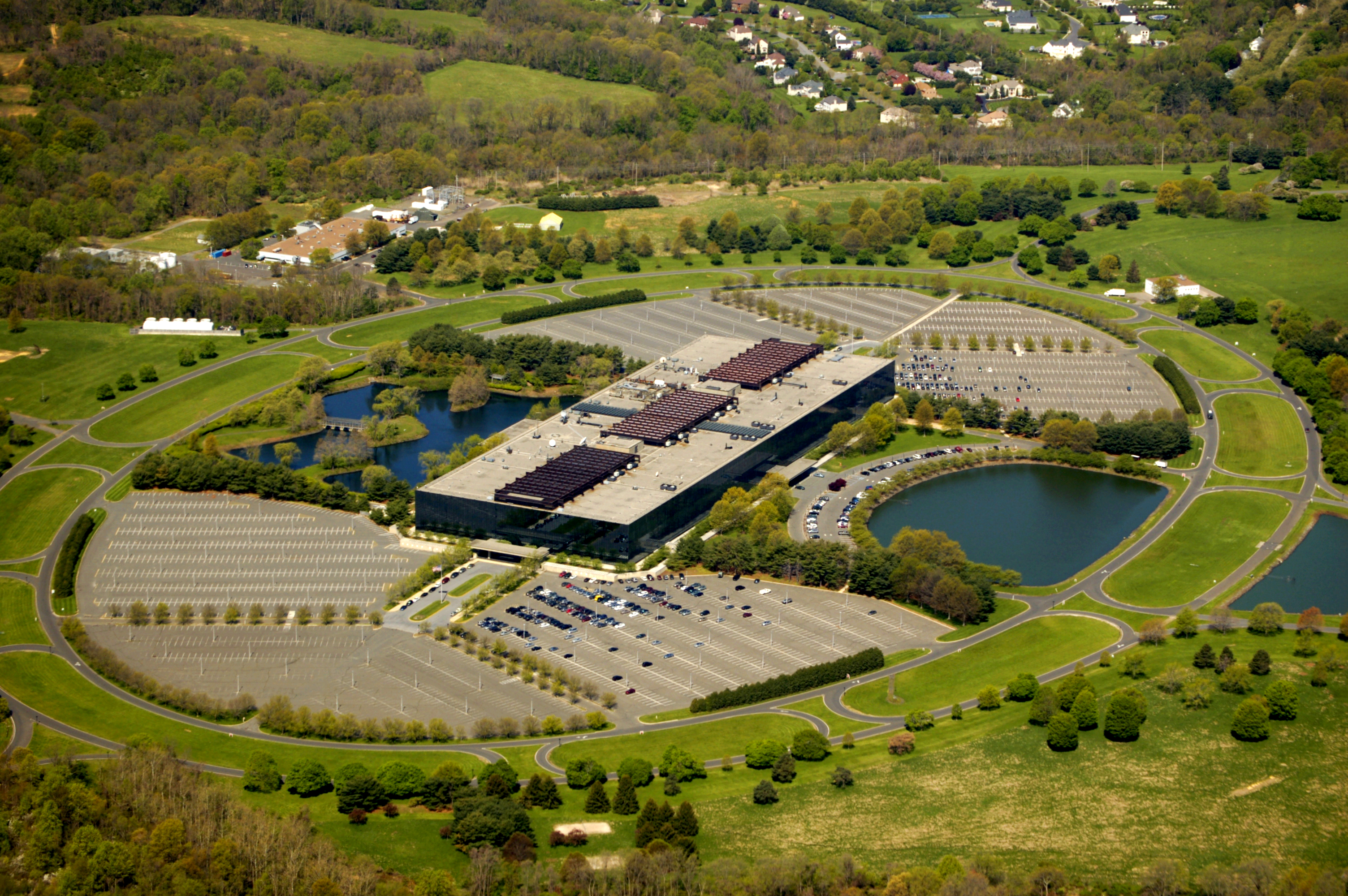
Le Bell Labs Holmdel Complex, œuvre de l'architecte finlandais Saarinen, ancien campus des Laboratoires Bell situé à Holmdel, dans le New Jersey.

Jusque dans les années 1940, la principale implantation de la société était le Bell Labs Building à New York, mais par la suite les chercheurs furent délocalisés sur plusieurs sites à travers le New Jersey : Murray Hill, Holmdel, Crawford Hill, le Deal Test Site, Freehold, Lincroft, Long Branch, Middletown, Neptune, Princeton, Piscataway, Red Bank et Whippany. De tous ces centres, seuls subsistent Murray Hill et Crawford Hill (les centres de Piscataway et de Red Bank ont été revendus à Telcordia Technologies, quant au centre de Whippany, il a été racheté par Bayer). La plus forte concentration d'employés (environ 11 000 salariés) a été atteinte en 2001 sur le site de Naperville-Lisle, dans la banlieue de Chicago. Les autres grands centres étaient Indianapolis (Indiana) ; Columbus (Ohio) ; North Andover (Massachusetts) ; Allentown (Pennsylvanie) ; Reading (Pennsylvanie) ; Breinigsville (Pennsylvanie) ; Burlington (Caroline du Nord) (actif de 1950 à 1978 avant le transfert à Greensboro dans les années 1980) et Westminster (Colorado). Depuis 2001, plusieurs de ces sites ont fermé.
Le complexe Holmdel, 175 000 m2 de locaux s'étendant sur plus de 190 ha, a fermé ses portes en 2007. Cet immeuble de verre avait été conçu par l'architecte Eero Saarinen. Au mois d'août 2013, Somerset Development a racheté ce buiding pour en faire un complexe mixte de commerces et de logements, mais les perspectives se sont assombries avec la prise de conscience des rigidités introduites par Saarinen dans l'utilisation des locaux, et le délabrement progressif des bureaux.

### Bell Labs chez Lucent Technologies puis Alcatel-Lucent
Le 30 septembre 1996, les activités de conception et de fabrication d'équipements de télécommunications de AT&T sont revendues et regroupées dans une entité indépendante nommée Lucent Technologies. Les Bell Labs ont apporté du prestige à la nouvelle compagnie, ainsi que les revenus obtenus par les milliers de brevets déposés. Bell Labs a accumulé plus de 31 000 brevets lors de son existence, certains concernent le développement de la LED et la découverte de la mesure du son. Le 3 avril 2006, le groupe français Alcatel annonce l'acquisition de Lucent Technologies et ses filiales dont les Bell Labs, donnant ainsi naissance au numéro deux mondial des infrastructures de télécommunications. Cette absorption doit déboucher sur une restructuration et la suppression de 8 800 emplois dans les douze mois qui suivent.
En 2014, Alcatel-Lucent annonce l’ouverture de plusieurs centres Bell Labs dans le monde dont un à Tel Aviv, en Israël, centré sur la recherche sur le cloud et les nouveaux défis de l’évolution des réseaux de télécommunications.
En 2015, Alcatel-Lucent Bell Labs crée « Le Garage », un espace destiné à l'innovation, au cœur du pôle scientifique et technologique Paris-Saclay et inaugure un centre Bell Labs à Cambridge, au Royaume-Uni.

### Nokia Bell Labs
En juin 2016, la multinationale finlandaise Nokia a acquis plus de 95 % des droits de vote et du capital d'Alcatel-Lucent. La marque Alcatel-Lucent disparaît progressivement et les Laboratoires Bell deviennent les Nokia Bell Labs.

## Chercheurs ayant travaillé pour les Laboratoires Bell
- John R. Carson, inventeur de la modulation en bande latérale unique et de la modulation de fréquence
- Ronald Martin Foster, mathématicien ayant eu un apport fondamental sur la synthèse des filtres linéaires.
- Karl Guthe Jansky (découvreur du premier signal radio extraterrestre)
- Clinton Joseph Davisson (prix Nobel 1937) et Lester Germer (découverte de la diffraction des électrons par les cristaux)
- Phillip Hagar Smith qui y propose l'abaque de Smith en 1939
- John Bardeen, William Shockley et Walter Houser Brattain (prix Nobel 1956 pour l'invention du transistor en 1947)
- Arno Allan Penzias et Robert W. Wilson (prix Nobel de physique 1978 pour la découverte du fond diffus cosmologique)
- Philip Warren Anderson (prix Nobel 1977 pour la localisation des électrons dans les milieux désordonnés)
- Claude Shannon (théorie de l'information), de 1941 à 1972
- Max Mathews (MUSIC premier langage de programmation sonore écrit en 1957)
- John Robinson Pierce (synthèse numérique du son)
- Sergei Alexander Schelkunoff
- Harald T. Friis (équation de Friis sur l'efficacité des antennes radio)
- Harold Stephen Black (amplificateurs feedforward et à contre-réaction)
- Narendra Karmarkar (premier algorithme à coût polynomial pour l'optimisation linéaire continue)
- Kenneth Thompson (Unix et Plan 9)
- Rob Pike (Plan 9 et Inferno)
- John Tukey (statisticien, co-inventeur de la transformée de Fourier rapide)
- Dennis Ritchie (langage C)
- Brian Kernighan (langage C, awk)
- Horst Störmer (directeur de laboratoire de physique)
- Bjarne Stroustrup (langage C++)
- David Korn (créateur du Korn shell)
- Walter A. Shewhart (statistiques)
- Harry Nyquist (traitement du signal et théorie de l'information)
- Hendrik Wade Bode (Théorie du contrôle, inventeur du Diagramme de Bode)
- Edward F. Moore (théorie des automates à états finis)
- Charles V. Shank (laser femtoseconde)
- Emmanuel Desurvire (amplificateurs EDFA)
- Willard Sterling Boyle (prix Nobel de physique 2009 pour l'invention du capteur CCD à base de semi-conducteurs)
- George Elwood Smith (prix Nobel de physique 2009 pour l'invention du capteur CCD à base de semi-conducteurs)
- Richard Hamming (prix Turing en 1968)
- John Chambers (co-concepteur du logiciel S et l'un des principaux membres du projet GNU R)
- Arjen Lenstra (cryptologue, codécouvreur de l'algorithme LLL)
- Jacqueline Bloch, nanoscientifique, médaille d'argent du CNRS en 2017
- Yann Le Cun (prix Turing en 2018), chercheur en intelligence artificielle
- Arthur Ashkin (prix Nobel de physique en 2018 pour ses travaux sur les pinces optiques)
- Jan Hendrik Schön, jeune chercheur prodige ayant connu une brève célébrité après une série d’apparentes avancées scientifiques finalement avérées comme des fraudes scientifiques.
- Richard Fork, physicien américain.